# Oracle Arena
Oracle Arena (tidligere kendt som The Arena in Oakland eller bare Oakland Arena) er en sportsarena i Oakland i Californien, USA, der er hjemmebane for NBA-holdet Golden State Warriors. Arenaen har plads til ca. 20.000 tilskuere, og blev indviet i 1966.
Oracle Arena er desuden ofte arrangør af koncerter, og Nirvana, Paul McCartney, Rolling Stones, U2 og Aerosmith er blandt de navne der har optrådt i arenaen.